# Mauro Varela
Mauro Varela Pérez (Lugo, 1941-Ibidem, 30 de enero de 2020) fue un abogado y político español, presidente de Caixa Galicia y diputado en el Congreso de los Diputados y en el parlamento autónomico de Galicia.

## Biografía
Hijo de Mauro Varela Fernández. Tras licenciarse en derecho comenzó el ejercicio de la abogacía en 1965, en un conocido bufete de su ciudad natal.

### Carrera política: nacional y autonómica
En las elecciones generales de 1989 fue elegido diputado de la provincia de Lugo por el Partido Popular. Fue reelegido diputado por Lugo en los generales de 1993 y 1996. Renunció al escaño en 1997, siendo reemplazado por Manuel González Fernández.  
Elegido parlamentario por la provincia de Lugo en las elecciones autonómicas de 1997. 

### Caixa Galicia y Novagalicia Banco
El 21 de junio de 2002 fue nombrado presidente de Caixa Galicia, sustituyendo a José Ramón Docal. Fue vicepresidente de la Junta Directiva y presidente de la Comisión de Control de Caixa Galicia. Fue copresidente de Novacaixagalicia y asesor de Novagalicia Banco, renunciando a su cargo a los pocos meses de su nombramiento, el 25 de junio de 2012 después de una controversia sobre sus declaraciones sobre las preferentes en Radio Galega, en las que afirmó que los clientes de las entidades bancarias eran conscientes de lo que compraban y disfrutaban de una alta rentabilidad. Poco después, Varela pidió perdón por sus palabras, que habían indignado a los afectados y dimitió.

### Asociaciones a las que perteneció
- Miembro del Consejo Social de la Universidad de Santiago de Compostela.[5]

- Miembro de la Academia Gallega de Jurisprudencia y Legislación.[2]
- Presidente de honor del Círculo de las Artes de Lugo.[2]

### Fallecimiento
Falleció en su ciudad natal, tras un empeoramiento de su delicada salud, agravada por una caída en su domicilio pocos días antes.